# Guitega
Guitega (em rundi: Gitega) é a segunda maior cidade do Burundi e é a capital do país desde 24 de dezembro de 2018, com a transferência da sede do governo de Bujumbura, a cidade mais populosa do Burundi. É também capital da província de Guitega, uma das 17 províncias de Burundi. A cidade abriga o Museu Nacional de Burundi.

## Etimologia
O nome Guitega tem origem na língua kirundi. Deriva do verbo "gutéga", que significa “aplainar” ou “nivelar”, possivelmente em referência ao relevo relativamente plano da região em comparação com áreas montanhosas vizinhas.
Durante os períodos colonial alemão e belga, a cidade era comumente referida como Kitega. Com a independência e reformas administrativas posteriores, a forma Guitega passou a ser adotada oficialmente.

## História
Em 1912, Von Languenn transferiu a capital de Burundi ao centro do país, sobre a colina de Musinzira na qual foi batizada Residencia de Kitega. Em 1916, os belgas receberam o controle do país das mãos dos alemães e mantiveram a capital em Guitega. Em 1962, com a independência e sem maior discussão a capital passou a ser Bujumbura. Entre 1976 e 1987 houve um movimento liderado pelo coronel Jean Bagaza Baptist que propunha o restabelecimento de Guitega como capital de Burundi.
Guitega era preferida como capital pelos governantes europeus devido a seu clima de altitude além de sua localização geográfica equidistante de todas as fronteiras do país. Em março de 2007, o Presidente do Burundi Pierre Nkurunziza anunciou que estava planejando mudar novamente a capital do país para Guitega, devido à sua localização no centro do país, o que veio a acontecer no dia 24 de dezembro de 2018.

## Transporte
A cidade é servida pelo Aeroporto de Guitega.